# Trish Stratus
Pour l’article homonyme, voir Stratus (homonymie).
Patricia Anne Stratigeas, dit Trish Stratus, née le 18 décembre 1975 à Grand Toronto au Canada, est une mannequin et catcheuse canadienne. Elle travaille actuellement à la World Wrestling Entertainment.
Elle a remporté 7 fois le championnat féminin de la WWE et une fois le championnat Hardcore de la WWE. Élue Diva de la décennie en 2004, son sixième règne de championne féminine est le plus long du XXIe siècle jusqu'à ce que ce record soit battu par Asuka en 2017 avec le titre féminin de la NXT.
Elle a pris sa retraite à Unforgiven 2006, juste après avoir conquis une ultime fois le championnat féminin face à Lita. Elle participe depuis à de nombreuses actions à but caritatif, et a également créé un centre de yoga nommé Stratusphère.
En 2013, elle est intronisée au WWE Hall of Fame par Stephanie McMahon.
En 2018, elle participe au premier Royal Rumble match féminin de l'histoire de la WWE mais ne remporte pas le match au profit d'Asuka.

## Jeunesse
Stratigeas grandit à Richmond Hill où elle pratique le hockey sur gazon et le soccer. Après son diplôme de fin d'études secondaires elle rejoint l'université York où elle étudie la biologie et la kinésiologie. À la suite d'une grève des professeurs, elle décide de faire du culturisme et du bodyfitness et se fait remarquer en posant pour le magazine MuscleMag en 1998.

## Carrière de catcheuse

### World Wrestling Federation/Entertainment (1999-…)

#### Entraînement, valet de T&A puis petite amie de Mr. McMahon (1999-2001)

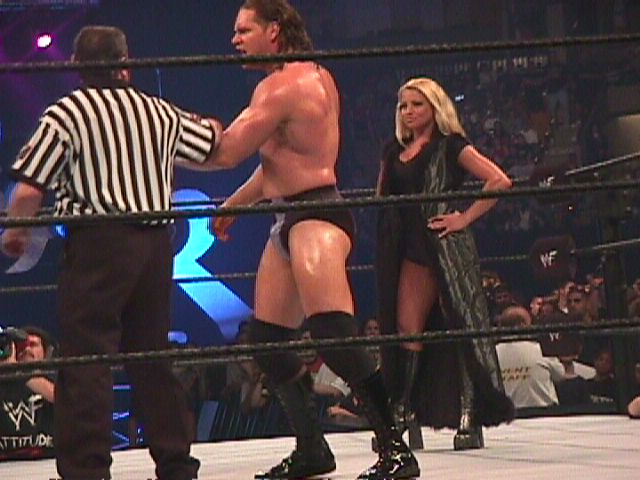
Val Venis et Trish Stratus en 2000.

Elle se fait remarquer par la World Wrestling Federation/Entertainment (WWF puis WWE en 2002) grâce à ses photos dans les magazines. La WWF l'engage en 1999 et l'envoie dans l'école de catch de Ron Hutchinson (en).
Elle rejoint la WWF le 19 mars 2000 où elle utilise le nom de Trish Stratus agit en tant que valet de Test. Le lendemain, Albert aide Test à battre Val Venis. Test et Albert font équipe sous le nom de T&A et le 30 mars à Backlash ils battent les Dudley Boyz grâce à l'intervention de Trish en fin de match ; après le match les Dudley attaquent leurs adversaires avant de faire passer Trish à travers une table. Début juin, Val Venis rejoint Test et Albert. Le 22 juin, elle monte pour la première fois sur le ring en tant que catcheuse pour un patch par équipe où elle, Test et Albert battent les Hardy Boyz et Lita. Elle entame une rivalité avec Lita qui voit les deux femmes s'affronter le 10 juillet mais leur combat se conclut sur un No contest car Lita arrache le maillot de son adversaire puis Steven Richards ramène Trish aux vestiaires en raison de sa tenue qu'il juge « trop dévêtue. ». Deux semaines plus tard, Stratus prend sa revanche dans un Strap match grâce à l'intervention en fin de match de Stephanie McMahon. Entre-temps, Venis devient champion intercontinental de la WWF et perd ce titre le 27 août à SummerSlam dans un match par équipe mixte avec Stratus face à Eddie Guerrero et Chyna cette dernière obtenant la ceinture,. En fin d'année, elle tente à plusieurs reprises de devenir championne féminine de la WWF mais échoue à chaque fois. Le 28 décembre, Albert attaque Test après leur défaite face à Too Cool marquant la fin de T&A.
Début 2001, Stratus se retrouve impliqué dans la storyline avec Mr. McMahon et sa femme Linda dont il demande le divorce en décembre,. Cela met en colère Stephanie McMahon-Levesque et les deux femmes s'affrontent le 25 février à No Way Out où Stephanie obtient la victoire après l'intervention de William Regal. Le lendemain, Stratus et Mr McMahon affrontent Stephanie et Regal dans un match par équipe mixte qui se termine sans vainqueur, Mr McMahon ordonnant la fin du match quand il se retrouve obligé d'affronter sa fille. Juste après, McMahon laisse Trish qui se fait mettre au sol par Regal avant de d'être recouverte d'eau sale. Le 8 mars, Mr. McMahon apparait avec Stratus sous les yeux de Linda assise sur une chaise roulante et droguée. Cette romance continue avec Mr McMahon qui l'humilie en la forçant à se mettre en sous-vêtements avant de ramper devant lui comme un chien. Stratus décide de se rebeller à WrestleMania X-Seven elle gifle son fiancé durant son match face à Shane McMahon et devient ainsi une des favorites du public,.

#### Championne féminine (2001-2006)

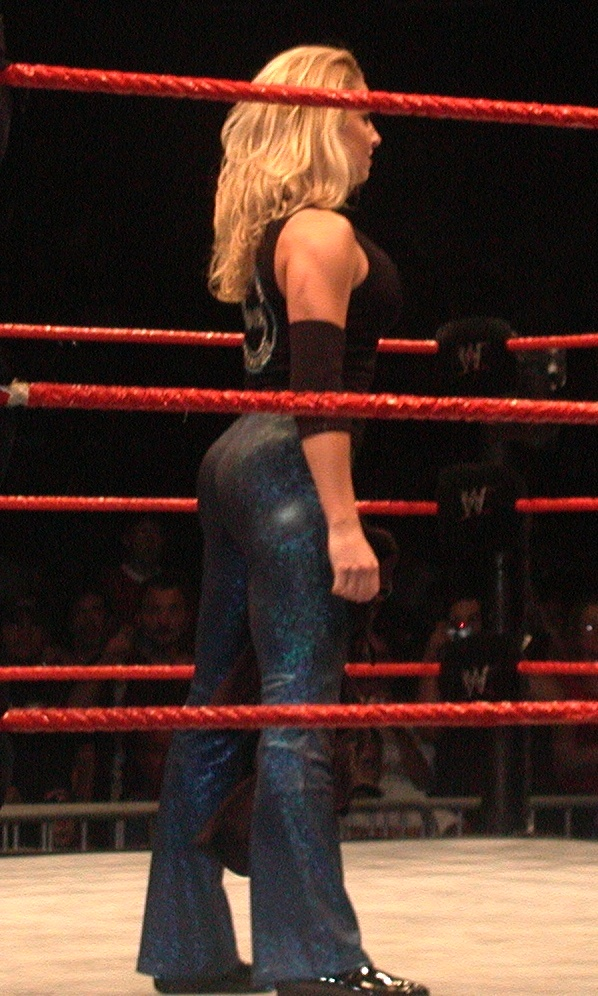
Trish Stratus à WWF RAW en 2002.

Après la fin de l'intrigue amoureuse avec Mr McMahon, elle devient briévement la valet du Big Show. Au cours d'InVasion, elle fait équipe avec Lita dans un Bra and Panties match arbitré par Mick Foley qu'elles remportent face à Stacy Keibler et Torrie Wilson. Peu de temps après, elle se blesse à la cheville et décide à son retour de convalescence de n'être que catcheuse. Lors des Survivor Series le 18 novembre, elle gagne une bataille royale à six femmes pour acquérir le titre féminin pour la première fois face à Jazz, Molly Holly, Lita, Jacqueline et Ivory. Le 9 décembre durant Vengeance, elle conserve son titre face à Jacqueline.
Jazz devient ensuite challenger pour le titre mais échoue une première fois le 20 janvier 2002 au Royal Rumble dans un match arbitrée par Jacqueline avant de mettre fin au premier règne de Trish le 4 février,.
La semaine suivante, Trish Stratus défait Jazz pour acquérir le WWE Women's Championship pour la deuxième fois. Elle se bat contre Molly Holly, Ivory, Jackie Gayda et Victoria au cours des semaines suivantes. Elle défend son titre avec succès contre Victoria à No Mercy 2002. Trish Stratus participe à d'autres combats, tel qu'un Bra & Panties Mud contre Stacy Keibler, qu'elle gagne, et un Table match en compagnie de Bubba Dudley contre Chris Nowinski et Molly Holly. Le 22 septembre à Unforgiven 2002, elle gagne contre Molly Holly pour acquérir le WWE Women's Championship pour la troisième fois, qu'elle défend ensuite avec succès contre Victoria et Molly Holly lors du RAW suivant. Elle perd son titre aux Survivor Series 2002 contre Victoria dans un combat hardcore.
En 2003, elle continue à entretenir ses rivalités contre Victoria et Molly Holly. Elle commence quelques semaines avant WrestleMania une storyline amoureuse avec Jeff Hardy ce qui créa pour lui des tensions avec son frère Matt Hardy et la petite amie a son frère qui est la pire ennemie de Trish Stratus : Lita. Elle bat avec Jeff Hardy Victoria et Steven Richard mais Jazz l'attaque après le combat. À WrestleMania XIX, elle gagne une quatrième fois le titre féminin contre Victoria et Jazz, mais le perd à Backlash 2003 contre Jazz.
En 2004, elle est nommée diva de la décennie par la WWE au RAW X le 14 janvier 2004,. À WrestleMania XX elle trahit Chris Jericho et fait donc un heel turn à nouveau. Elle gagne le WWE Women's Championship une cinquième fois en battant Victoria, Gail Kim et Lita à Bad Blood 2004. Lors de Backlash 2004, Jericho gagne contre Stratus et Christian dans un match handicap mixte.
Trish va chercher le WWE Women's Championship pour une sixième fois en 2005 en battant Lita à New Year's Revolution 2005.
Après sa victoire face à Lita et l'avoir écarté du circuit, Trish s'en est prise à Christy Hemme. Leur rivalité dure un mois et prend fin à WrestleMania 21 par la victoire de Trish qui garde son titre de Championne Féminine de la WWE.
Durant cette année 2005, Trish a engagé une feud avec Torrie Wilson, Candice Michelle et Victoria. Trish et Ashley ont à maintes reprises affronté Torrie, Candice et Victoria.
Cette même année, Trish fut gravement blessée donc inapte à combattre.
Lors de son retour à Unforgiven 2005, elle fait un face turn en faisant équipe avec Ashley Massaro pour vaincre Torrie Wilson et Victoria lors d'un match par équipe. La feud se poursuit en octobre 2005 lors d'un match où Trish affronte Victoria pour le titre de championnat, que Trish remporte. Le soir même, Mickie James, ex-catcheuse de la TNA Impact, s'allie à Trish. Cette feud prend fin lorsque Mickie attaque Ashley avec un Lou Thesz Press. En novembre, elle engage une nouvelle histoire face à Melina qui se termine aux Survivor Series 2005 par la victoire de Trish.

#### Retraite (2006)

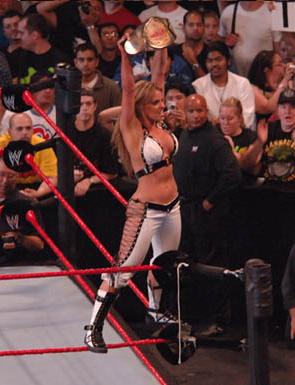
Trish Stratus après son dernier match à Unforgiven 2006, avant de prendre sa retraite.

Au début de l'année 2006, Trish doit faire face à son amie et manager Mickie James à New Year's Revolution 2006 pour le titre, que Trish conserve.
Le 2 avril 2006, le règne de Trish prend fin à WrestleMania 22 lorsque Mickie défait Trish et remporte le titre de championne féminine. Trish demande un match revanche à Backlash 2006 mais est blessée lors du combat par Mickie James. S'ensuit une feud entre les deux femmes qui prend fin lors de la perte du titre de James face à Lita. Après cette histoire, la feud entre Stratus et Melina reprend.
Le 17 septembre 2006, elle défait Lita à Unforgiven 2006 et remporte pour la septième et dernière fois le titre de Championne féminine de la WWE. Lors du Raw suivant, elle prend officiellement sa retraite qu'elle avait annoncée plusieurs semaines avant le match.

#### Apparitions occasionnelles (2007-...)

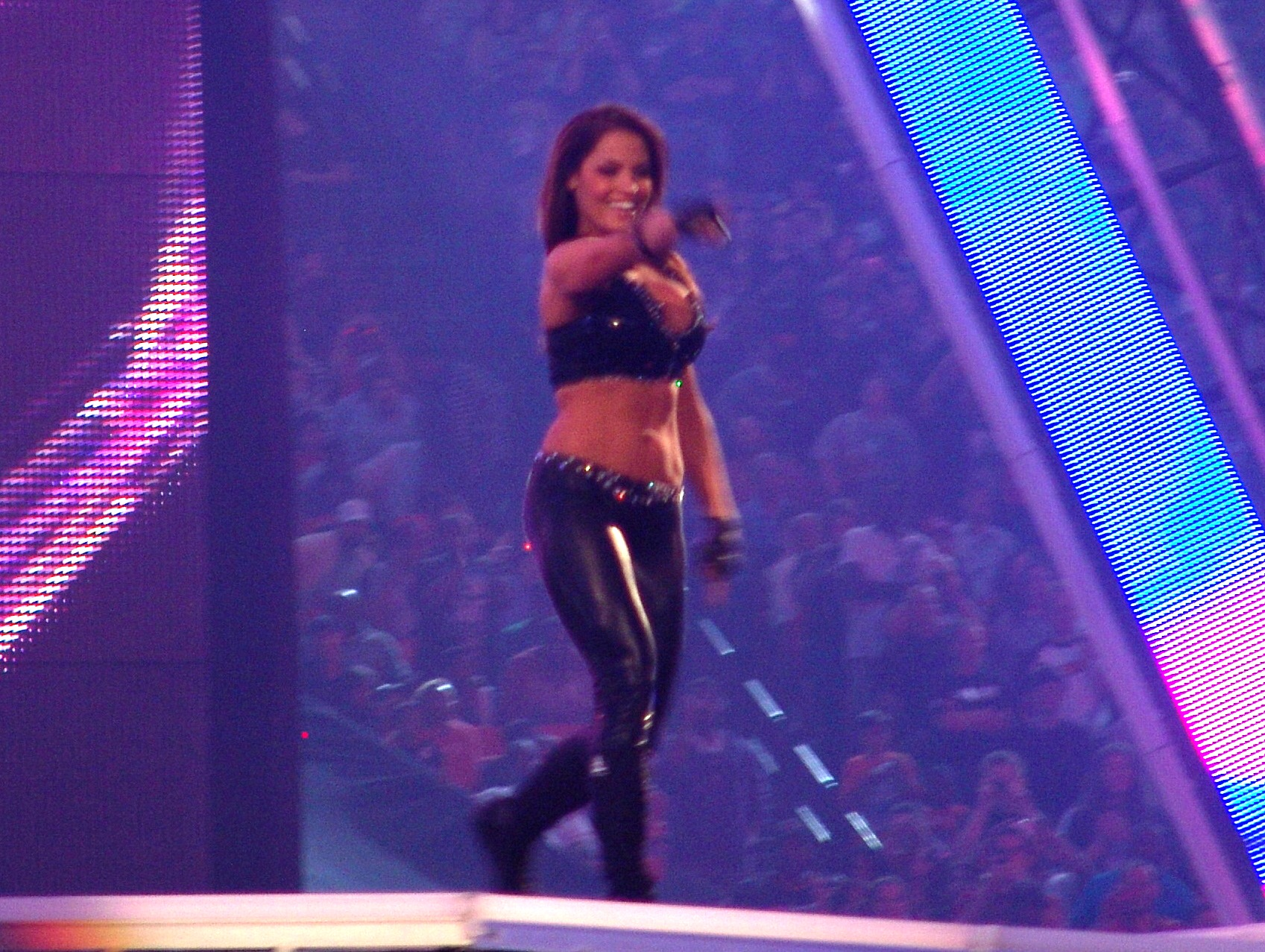
Trish lors de son entrée à Wrestlemania XXVII.

Le 9 décembre 2007, elle revient lors de la soirée donnée pour les 15 ans de Raw, où elle s'allie à son ancienne ennemie Lita, également revenue pour l'occasion, face à Jillian Hall.
Elle est présente à la WWE pour une soirée aux côtés de John Cena, le 22 décembre 2008, lors d'un match par équipe, qu'ils remportent contre Beth Phoenix et Santino Marella.
Elle a été la Guest Host de Raw le 14 septembre 2009. Dans la soirée, elle, MVP et Mark Henry battent Beth Phoenix, The Big Show et Chris Jericho grâce au Stratusfaction de Stratus sur Phoenix.
En 2011 elle est à l'affiche du film indé canadien Bail Enforcers dans le rôle de la chasseuse de primes Jules Taylor, qui marque ses débuts au cinéma. Le film sort le 19 avril 2011 au ActionFest 2011, puis en DVD sous le nom "Bounty Hunters".
Lors de l'Elimination Chamber 2011, Booker T annonce qu'elle fera partie des entraineurs de l'émission de télé-réalité WWE Tough Enough. Elle le rejoint ensuite sur le ring. Plus tard dans la soirée, elle sauve Kelly Kelly d'une attaque de Michelle McCool et Layla.
Le 14 mars 2011 à Raw, Trish retourne sur le ring pour un match sans disqualification face à Vickie Guerrero, match qu'elle perd à la suite d'une intervention de Dolph Ziggler et des LayCool. Après le match, Vickie annonce un match mixte à 6 lors de Wrestlemania XXVII qui comprendra Trish Stratus, John Morrison et Snooki contre McCool, Layla et Dolph Ziggler. À Wrestlemania 27, Trish Stratus, Snooki et John Morrison battent les LayCool et Dolph Ziggler. Le Raw suivant, elle et John Morrison battent Dolph Ziggler et Vickie Guerrero.
Elle est présente à Raw, le 6 juin 2011, pour assister à l'annonce du vainqueur de Tough Enough dont elle a été l'une des entraineurs.
Le 16 septembre 2011, elle apparait dans WWE SmackDown avec l'autre invité spécial de la soirée, Edge.
Le 23 juillet 2012, Trish est présente à Raw pour le 1000e épisode. On la voit en coulisses avec Triple H, puis la DX se joint à eux.
Lors de Raw le 28 janvier 2013, il est annoncé que Trish Stratus sera intronisée au WWE Hall Of Fame classe 2013. Stephanie McMahon sera la personne qui l'intronisera, Trish lui ayant personnellement fait la demande sur Twitter. Lors de son discours à la cérémonie du Hall Of Fame, Trish annonce qu'elle est enceinte, et que l'arrivée du bébé est prévue pour septembre.
Le 5 avril 2014, Trish Stratus intronise son amie Lita au WWE Hall Of Fame. Elle fait également une apparition dans le panel du pré-show de WrestleMania XXX le lendemain.
Le 22 janvier 2018 lors du 25ème anniversaire de Raw, elle fait une apparition avec plusieurs anciennes superstars féminines de la WWE[réf. nécessaire]. Le 28 janvier au Royal Rumble, elle entre dans le premier Royal Rumble match féminin en dernière position, élimine Mickie James, Nia Jax (avec l'aide de 5 autres Superstars) et Natalya avant d'être elle-même éliminée par Sasha Banks[réf. nécessaire].
Le 8 octobre à Raw, elle se fait attaquer par Alexa Bliss et Mickie James, mais Lita vole à sa rescousse et les deux anciennes rivales forment officiellement une alliance[réf. nécessaire]. Le 28 octobre à Evolution, les deux femmes battent Mickie James et Alicia Fox[réf. nécessaire].
Le 11 août 2019 à SummerSlam, elle perd face à Charlotte Flair par soumission[réf. nécessaire].
Le 23 janvier 2023 à Raw is XXX, elle effectue son retour dans le show rouge, aux côtés de Lita, où les deux femmes aident Becky Lynch à battre Bayley dans un Steel Cage match. Pendant le combat, elles attaquent les deux partenaires de la seconde[réf. nécessaire].
Le 1er avril à WrestleMania 39, Becky Lynch, Lita et elle battent Damage CTRL dans un 6-Woman Tag Team match[réf. nécessaire]. Neuf soirs plus tard à Raw, elle remplace Lita, blessée lors d'une attaque, mais Becky Lynch et elle perdent face à Liv Morgan et Raquel Rodriguez, ne conservant pas leurs titres et mettant fin à un règne de 42 jours. Après le combat, elle effectue un Heel Turn en attaquant l'Irlandaise dans le dos[réf. nécessaire]. Le 27 mai à Night of Champions, elle bat The Man, aidée par une intervention extérieure de Zoey Stark avec qui elle forme une alliance[réf. nécessaire].
Le 1er juillet à Money in the Bank, elle ne remporte pas la mallette, gagnée par IYO SKY[réf. nécessaire]. Le 2 septembre à Payback, elle perd le match revanche face à l'Irlandaise dans un Steel Cage match, malgré les interventions extérieures de Zoey Stark en sa faveur. Après le combat, elle gifle sa partenaire qui effectue un Face Turn en se retournant contre elle[réf. nécessaire].

## Palmarès
- Fighting Spirit magazine
  - Double X Award en 2006
  - Three Degrees Award en 2006
- Pro Wrestling Illustrated

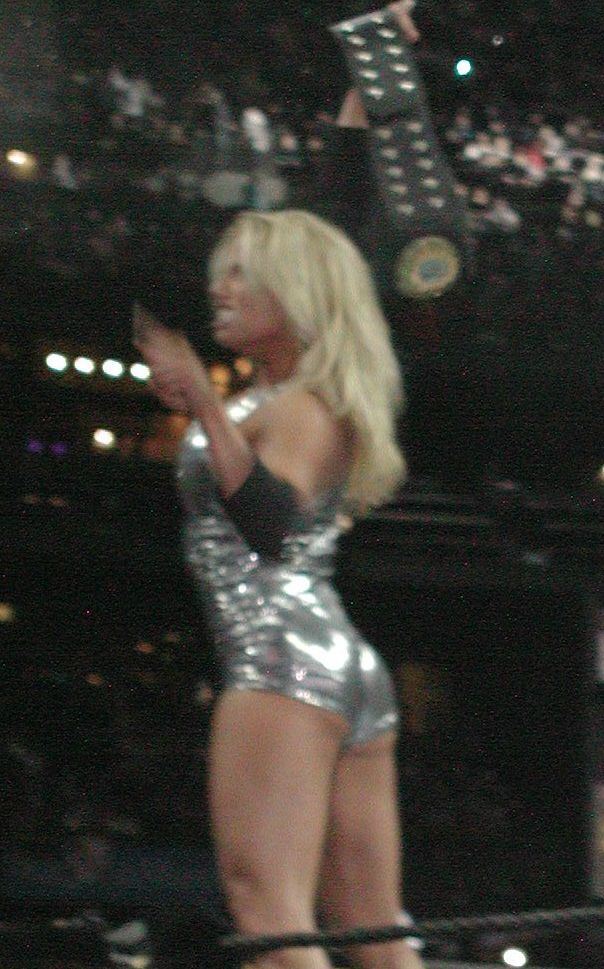
Trish avec le WWE Women's Championship à WrestleMania XIX.

  - PWI Woman of the Year (2002, 2003, 2005 et 2006)[42]
  - PWI Woman of the Yearen (2000-2009)[43]
- Wrestling Observer Newsletter awards
  - Worst Worked Match of the Year en 2002 avec Bradshaw contre Christopher Nowinski et Jackie Gayda à RAW le 7 juillet 2002.
- World Wrestling Federation / World Wrestling Entertainment
  - 7 fois WWE Women's Championship[44],[45],[18],[22],[24],[27],[31],[33],[38]
  - 1 fois WWE Hardcore Championship (6 mai 2002)
  - Babe of the Year (2001, 2002, 2003 et 2004)[réf. nécessaire]
  - Diva de la décennie (2004)
  - WWE Hall Of Fame 2013

## Vie privée
Elle est d'origine grecque et est la fille aînée de John et Alice Stratigeas. Elle a deux sœurs Christie et Melissa.
Depuis le 30 septembre 2006, elle est en couple et mariée avec Ron Fisico, un constructeur professionnel.
Le 6 avril 2013, elle est intronisée au Hall Of Fame 2013 par Stephanie McMahon à New York. Pendant son discours, elle annonce être officiellement enceinte de son premier enfant[réf. nécessaire]. Le 30 septembre, elle accouche d'un garçon prénommé Maximus, dont Lita, sa meilleure amie et son ancienne rivale, est la marraine[réf. nécessaire].
Le 10 octobre 2016, elle annonce être officiellement enceinte de son second enfant.
Le 19 janvier 2017, elle accouche d'une petite fille prénommée Madison Patricia[réf. nécessaire].
Elle tient son propre centre de yoga Stratusphère depuis qu'elle a quitté la WWE[réf. nécessaire].